# Erik Tuxen
Erik Oluf Tuxen (* 4. Juli 1902 in Mannheim; † 28. August 1957 in Kopenhagen) war ein dänischer Dirigent, der sowohl als Leiter eines eigenen Jazzorchesters bekannt war als auch in der klassischen Musik.

## Leben und Wirken
Tuxen absolvierte 1920 die Odense Katedralskole. Nach einer Ausbildung bei Domorganist Niels Otto Raasted und bei Victor Schiøler setzte er seine Studien in Wien und Berlin (unter anderem bei Ernst Toch) fort. Von 1927 bis 1929 war er an der Oper Lübeck beschäftigt, zwischen 1930 und 1932 in Det Kongelige Teater und im Nørrebro Teater (1932–33) in Kopenhagen. 1932 gründete er sein Jazzorchester mit Musikern wie Leo Mathisen, Winstrup Olesen, Peter Rasmussen, Kai Ewans und Erik „Spjæt“ Kragh. Sie traten im Nørrebro Teater, einem Freilufttheater in Dyrehaven und zwischen 1933 und 1936 im Arena-Restaurant in Kopenhagen auf. Das Orchester wurde als eine der wichtigsten und markantesten Bigband Europas anerkannt und legte seit 1932 zahlreiche Schallplattenaufnahmen bei Polyphon vor.
Ab 1936 war Erik Tuxen bei Danmarks Radio tätig, um das Dänische Radio-Sinfonieorchester zu leiten, mit dem er zahlreiche Konzerte gab. Seine Aufführung von Carl Nielsens 5. Symphonie beim Edinburgh Festival 1950 machte Werk und Orchester über die Landesgrenzen hinaus bekannt. Zur Zeit der deutschen Besetzung Dänemarks migrierte er nach Schweden, wo er Filmkompositionen einspielte.